# فيروسات حلقية
الفيروسات الحلقية (بالإنجليزية: Circoviridae)‏ هي عائلة من الفيروسات فيروسات، صغيرة مكتشفة حديثا وغير مدروسة بشكل موسع. جينوم أحادي سلسلة الدنا مكونة من واحد اٍلى أربعة كيلو قاعدة وتضم العائلة الأجناس التالية :
- فيروس حلقي; أنواعها : فيروس حلقي خنزيري
- فيروس جيروسكوبي; أنواعها: فيروس فقر دم الدجاجي
- فيروس شريجي; أنواعها: فيروس منتقل بنقل الدم وهناك من يقول إن الفيروس الشريجي أصبح يصنف كعائلة بحد ذاتها.

## وصلات خارجية
- نطاق فيروسي فيروسات حلقية